# Anthophora balassogloi
Anthophora balassogloi är en biart som först beskrevs av Radoszkowski 1876.  Anthophora balassogloi ingår i släktet pälsbin, och familjen långtungebin. Inga underarter finns listade i Catalogue of Life.